# Jean Saunier (football)
Ne doit pas être confondu avec Jean Saunier (écrivain).
Pour les articles homonymes, voir Saunier (homonymie).
Jean Saunier, né le 17 septembre 1929 à Sanvic (aujourd'hui incorporé à la ville du Havre) et mort le 14 novembre 1999 à Ivry-sur-Seine, est un  footballeur français. Il évoluait au poste d'attaquant de la fin des années 1940 à la fin des années 1950.
Il joue en faveur du Havre AC, de l'AS Monaco, du Toulouse FC et du FC Nantes. Au cours de sa carrière, il dispute 190 matchs en Division 1, pour 84 buts marqués, et 124 matchs en Division 2, pour 59 buts inscrits.
Plusieurs fois international B, il est sélectionné une fois en France A lors du match de bienfaisance entre l'équipe de France contre une sélection de joueurs professionnels néerlandais jouant en France (Pros Hollandais) le 12 mars 1953 à Paris. Ce match ne comptera jamais comme match officiel.
Jean Saunier est jusqu'à ce jour le meilleur buteur de l'histoire du Havre Athletic Club.

## Biographie

### Le Havre AC (1948-1953)
Jean Saunier fait ses débuts au niveau professionnel avec Le Havre AC en 1949-1950. Dès sa première saison en Division 2, il inscrit 8 buts en 12 rencontres. Il confirme l'année suivante en inscrivant 21 buts au cours des 25 matchs qu’il dispute. Cette année-là, son club termine à la deuxième marche du podium et accède ainsi à l'élite. Titulaire indiscutable, Saunier inscrit un total de 60 buts en trois saisons de Division 1 chez les Normands.
Le joueur termine successivement aux 6e, 4e puis à nouveau 4e places du classement des buteurs entre 1950 et 1953. Il inscrit quatre buts lors d'un match de Division 2 face au Sporting Toulon en février 1950, puis à nouveau quatre buts lors d'une rencontre de Division 1 face au Racing Paris en décembre 1951.

### AS Monaco (1953-1955)
Jean Saunier s'engage avec l'AS Monaco lors de l'été 1953. Néanmoins l'expérience monégasque est un échec puisqu'il n'inscrira que 13 buts en deux saisons, bien loin de son rendement avec Le Havre AC.

### Toulouse FC (1955-1956)
En 1955, Jean Saunier rejoint le Toulouse FC pour relancer sa carrière. Sa première saison s'annonce prometteuse : le Normand marque à dix reprises. Il ne termine cependant pas sa deuxième saison sur les bords de la Garonne. En effet, il est transféré au FC Nantes qui végète alors en D2.

### FC Nantes (1956-1957)
Titulaire à la pointe de l'attaque nantaise, Jean Saunier marque 24 buts en 62 matchs de championnats. Néanmoins, les « Canaris » ne réalisent pas leur objectif, à savoir la promotion en D1.

### Le Havre AC (1958-1959)
Il se déroule une année lors de laquelle les archives ne nous permettent pas de savoir ce qu'a fait Jean Saunier. On sait en tout cas qu'il achève sa carrière professionnelle dans le club de ses débuts, retombé au 2e échelon du football national entre-temps. S'il n'est pas aussi prolifique que lors de son 1er passage (6 buts en 27 matchs), il n'en reste pas moins un élément décisif dans l'acquisition du titre de champion de D2 1958-1959 du HAC. De surcroît, les Normands emportent la Coupe de France, performance jusque-là inédite pour une équipe de D2 dans l'histoire de la compétition, d'autant plus qu'il faudra attendre le sacre de l'EA Guingamp en 2009 pour voir une équipe de ce niveau remporter à nouveau le trophée.

## Palmarès
Il est champion de France de Division 2 en 1959 avec Le Havre AC. Il remporte également la Coupe de France en 1959 en battant le FC Sochaux en deux matchs puisque la finale se termine part un match nul et sera rejoué quinze jours plus tard.